# Friderica Derra de Moroda
Friderica Derra de Moroda, née à Bratislava le 2 juin 1897 et morte à Salzbourg le 19 juin 1978, est une danseuse, maîtresse de ballet, pédagogue et écrivain britannique.

## Biographie
Née en 1897, d'un père grec et d'une mère hongroise, elle étudie la danse à Munich avec Flora Jungmann, puis de manière intensive avec Enrico Cecchetti.
À partir de 1913, elle enseigne et se produit à Londres dans des comédies musicales et des pantomimes, chorégraphiant pour plusieurs troupes. Elle collabore en 1922 à la fondation de la Cecchetti Society, qui devient une des composantes de l'Imperial Society of Teachers of Dancing (en). De 1934 à 1939, elle enseigne également au Mozarteum de Salzbourg. Elle est naturalisée Britannique en 1936. Elle s'établit à Salzbourg en 1945 où elle ouvre son école de danse.
Elle a possédé l'une des plus importantes collections privées de livres sur la danse (2 700 livres), dont elle fit don à l'Institut de musicologie de l'université de Salzbourg.
Comme écrivain, elle a principalement publié sur la notation de la danse au XVIIIe siècle et sur la méthode Cecchetti.
Friderica Derra de Moroda publie une traduction anglaise, en 1928, de Nuova e curiosa scuola de' balli theatrali - Neue und curieuse theatralische Tantz-Schul un ouvrage de Gregorio Lambranzi, contribuant ainsi à une meilleure connaissance de la danse baroque, avant de découvrir, huit ans plus tard, le manuscrit original qui reposait à la Bayerische Staatsbibliothek.
Elle meurt en 1978 à Salzbourg.